# پیشرفت در مراقبت از نوزادان
پیشرفت در مراقبت از نوزادان یک مجلهٔ پژوهشی است که در حوزه بهداشت و درمان به صورت دو ماهنامه در زمینه پرستاری نوزادان منتشر می‌شود. و همچنین مجله رسمی انجمن ملی پرستاران نوزادان است.